# هومبيرتو غارسيا رييس
هومبيرتو غارسيا رييس (بالإسبانية: Humberto García Reyes)‏ هو سياسي مكسيكي، ولد في 6 مارس 1953 في كواويلا في المكسيك. حزبياً، نشط في حزب العمل الوطني. وقد انتخب عضو مجلس النواب المكسيك.